# Pulsoximetru

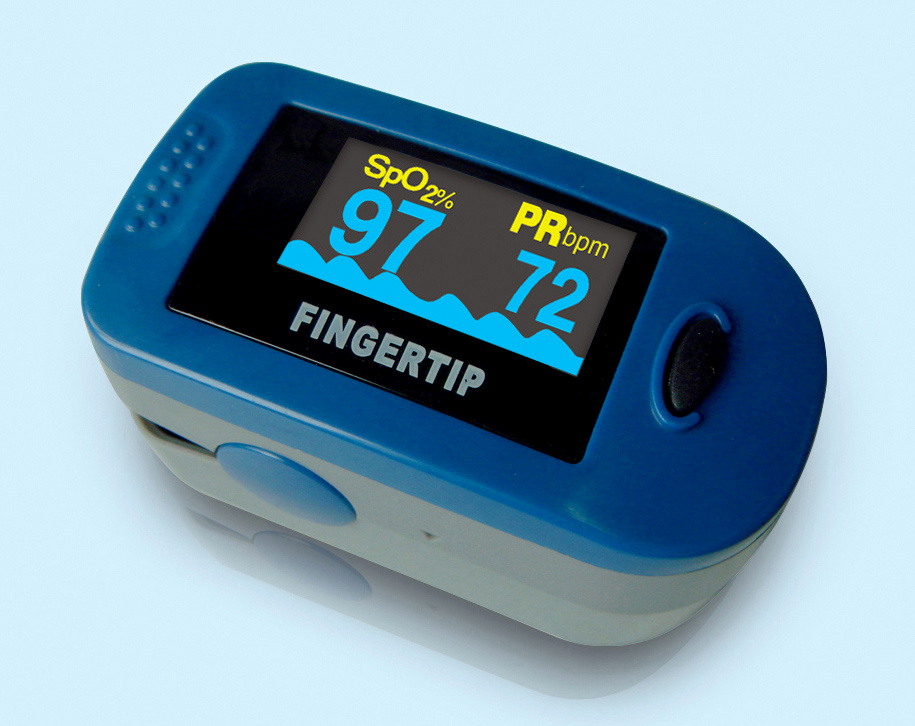
Pulsoximetru la vârf de deget cu pletismogramă

Pulsoximetrul este un aparat de măsură a gradului de oxigenare sanguină și saturare a hemoglobinei. Este un aparat neinvaziv.